# 朱厚𤉹
德興端順王朱厚𤉹（16世紀—1590年），明朝第三代德興王，德興恭簡王朱祐槤庶長子。

## 生平
嘉靖二十九年（1550年）十二月，明世宗遣武安侯鄭崑等為正使，翰林院修撰秦鳴雷等為副使，持節冊封朱厚𤉹為德興王，夫人李氏為德興王妃。
萬曆十八年（1590年）去世，其墓在鄱陽縣龍吼山。萬曆二十一年（1593年），其庶長子朱載堢即位。
萬曆三十二年（1604年），明神宗賜諡端順。

## 家庭

### 妻
- 李氏，封德興王妃[2]

### 子
- 庶長子：德興王朱載堢
- 第二子：鎮國將軍朱載塳[6]
- 第三子：鎮國將軍朱載塝[6]
- 第四子：鎮國將軍朱載[6]
- 第五子：鎮國將軍朱載⿰臺恣[6]

### 女
- 女：合水縣主，儀賓潘文黯，萬曆二年（1574年）受冠帶，朝畢回還成婚[7]